# Melitaea alatauica
Melitaea alatauica är en fjärilsart som beskrevs av Wagner 1913. Melitaea alatauica ingår i släktet Melitaea och familjen praktfjärilar. Inga underarter finns listade i Catalogue of Life.